# ماريجليانيلا
ماريجليانيلا تقع على بعد حوالي 20 كم إلى الشمال الشرقي من نابولي، في اقليم كامبانيا الإيطالية، توجد ماريجليانيلا، وهي بلدية (بلدية). بلغ عدد سكانها 6662 نسمة وتبلغ مساحتها 3.2 كم مربع في 31 ديسمبر 2004.
تحد ماريجليانيلا البلديات التالية: بروسيانو، ماريجليانو.